# 都祁山口神社 (天理市)
都祁山口神社（つげやまぐちじんじゃ）は、奈良県天理市にある神社。式内大社論社。大和国十四所山口神の一座。

## 祭神
大山祇神を主祭神とし、久久迩知命、波爾夜須命を配祀する。

## 歴史

### 概史
創建は不詳。江戸時代は水口明神、白山大権現と称し、牛頭天王を若宮として祀っていた。
神宮寺が存在したが、明治40年（1907年）に廃寺となった。

### 神階
- 天安3年（859年）1月27日、正五位下 （『日本三代実録』）- 表記は「都祁山口神」